# زيد بن ثابت
زيد بن ثابت بن الضحّاك الأنصاري صحابي جليل وكاتب الوحي، شيخ المقرئين، مفتي المدينة، روى الحديث عن النبي، وقرأ عليه القرآن بعضه أو كله.

## نسبه
- هو : زيد بن ثابت بن الضّحاك بن زيد بن لوذان بن عمرو بن عبد عوف بن غنم بن مالك بن النجار بن ثعلبة، من المدينة النبوية.
- زوجته : أم العلاء الأنصارية ووالدة ابنه خارجة بن زيد بن ثابت.

## إسلامه
يوم قدم رسول الله المدينة كان يتيماً فوالده توفي يوم بعاث وعُمره كانَ لا يتجاوز إحدى عشرة سنة، وأسلم مع أهله وباركه الرسول محمد صلى الله عليه وسلم بالدعاء.

## العلم
كان زيد مثقفا وتفوق في العلم والحكمة، وحين بدأ الرسول في إبلاغ دعوته للعالم الخارجي، وإرسال كتبه لملوك الأرض وقياصرتها، أمر زيدا أن يتعلم بعض لغاتهم فتعلمها في وقت وجيز. يقول زيد: «أُتيَ بيَ النبي مَقْدَمه المدينة، فقيل: هذا من بني النجار، وقد قرأ سبع عشرة سورة. فقرأت عليه فأعجبه ذلك، فقال: " تعلّمْ كتاب يهود، فإنّي ما آمنهم على كتابي ". ففعلتُ، فما مضى لي نصف شهر حتى حَذِقْتُهُ، فكنت أكتب له إليهم، وإذا كتبوا إليه قرأتُ له». ثم طلب إليه الرسول أن يتعلم «السريانية» فتعلمها في سبعة عشر يوماً.
وكان يتابع وحي القرآن حفظا، وكان الرسول كل مانزل الوحي عليه، بعث إلى زيد فكتبه.
وقال النبي عنه: « أفرض أمتي زيد بن ثابت»
روى الحديث عن النبي، وأبو بكر الصديق، وعمر بن الخطاب وعثمان بن عفان. وحدث عنه: أبو هريرة، وابن عباس، وقرأ عليه، وابن عمر، وأبو سعيد الخدري، وأنس بن مالك، وسهل بن سعد، وأبو أمامة بن سهل، وعبد الله بن يزيد الخطمي، ومروان بن الحكم، وسعيد بن المسيب، وقبيصة بن ذؤيب; وابناه: الفقيه خارجة، وسليمان، وأبان بن عثمان، وعطاء بن يسار وأخوه سليمان بن يسار، وعبيد بن السباق، والقاسم بن محمد، وعروة، وحجر المدري، وطاووس، وبسر بن سعيد; وخلق كثير. وتلا عليه ابن عباس، وأبو عبد الرحمن السلمي، وغير واحد. وكان من حملة الحجة، وكان عمر بن الخطاب يستخلفه إذا حج على المدينة.

## فضله
تألق زيد في المجتمع الأسلامي بفضل علمه وتبوأ فيه مكانا عاليا، وصار موضع احترام المسلمين وتوقيرهم.
ففي غزوة تبوك حمل عُمارة بن حزم أولا راية بني النجار، فأخذها النبي منه فدفعها لزيد بن ثابت فقال عُمارة: «يا رسول الله! بلغكَ عنّي شيءٌ؟» فقال له الرسول: « لا، ولكن القرآن مقدَّم ».
وذكر ان زيد ذهب ليركب، فأمسك ابن عباس بالركاب، فقال له زيد: « تنح يا ابن عم رسول الله! » فأجابه ابن عباس: « لا، فهكذا نصنع بعلمائنا ». كما قال ثابت بن عبيد عن زيد بن ثابت: « ما رأيت رجلا أفكه في بيته، ولا أوقر في مجلسه من زيد ».
وكان عمر بن الخطاب يستخلفه إذا حجّ على المدينة، وزيد هو الذي تولى قسمة الغنائم يوم اليرموك، وهو أحد أصحاب الفَتْوى الستة: عمر وعلي وابن مسعود وأبيّ وأبو موسى وزيد بن ثابت، فما كان عمر ولا عثمان يقدّمان على زيد أحداً في القضاء والفتوى والفرائض والقراءة، وقد استعمله عمر على القضاء وفرض له رزقاً.
قال الزهري: لو هلك عثمان وزيد في بعض الزمان، لهلك علم الفرائض، لقد أتى على الناس زمان وما يعلمها غيرهما.
وقال جعفر بن برقان: سمعت الزهري يقول: لولا أن زيد بن ثابت كتب الفرائض، لرأيت أنها ستذهب من الناس.
قال ابن سيرين: « غلب زيد بن ثابت الناس بخصلتين، بالقرآن والفرائض ».

## حفظه للقرآن
حسب الكتب والإيمان الإسلامي، منذ بدأ الدعوة وخلال إحدى وعشرين سنة تقريبا كان الوحي يتنزل، ورسول الله صلى الله عليه وسلم يتلو، وكان هناك ثلة مباركة تحفظ ما تستطيع، والبعض الآخر ممن يجيدون الكتابة، يحتفظون بالآيات مسطورة، وكان منهم علي بن أبي طالب، أبي بن كعب، عبد الله بن مسعود، عبد الله بن عباس، وزيد بن ثابت.
وقد قرأ زيد على رسول الله صلى الله عليه وسلم في العام الذي توفي فيه مرتين، وإنما سميت هذه القراءة قراءة زيد بن ثابت لأنه كتبها لرسول الله وقرأها عليه، وشَهِدَ العرضة الأخيرة، وكان يُقرئ الناس بها حتى مات.

## بداية جمع القرآن
بعد وفاة رسول الله شُغِل المسلمون بحروب الردة، وفي معركة اليمامة كان عدد الشهداء من حفظة القرآن كبيرا، فما أن هدأت نار الفتنة حتى فزع عمر بن الخطاب إلى الخليفة أبي بكر الصديق راغبا في أن يجمع القرآن قبل أن يدرك الموت والشهادة بقية القراء والحفاظ. واستخار الخليفة ربه، وشاور صحبه ثم دعا زيد بن ثابت وقال له: «إنك شاب عاقل لا نتهمك قد كنت تكتب الوحي لرسول الله -صلى الله عليه وسلم-، فتَتَبَّع القرآنَ فاجْمَعْهُ». فقلت: كيف تفعلون شيئا لم يفعله رسول الله -صلى الله عليه وسلم! فقال: هو والله خير. وقال زيد بن ثابت، فلم يزل أبو بكر يراجعني، حتى شرح الله صدري للذي شرح له صدر أبي بكر وعمر.
ونهض زيد بالمهمة وأبلى بلاء عظيما فيها، يقابل ويعارض ويتحرى مكانه، وقال زيد بن ثابت كلمته المشهورة في جمع القرآن قال: «والله لو كلفوني نقل جبل من مكانه لكان أهون علي مما أمروني به من جمع القرآن». كما قال: «فكنتُ أتبع القرآن أجمعه من الرّقاع والأكتاف والعُسُب وصدور الرجال». وأنجز المهمة وجمع القرآن في أكثر من مصحف.

### المرحلة الثانية في جمع القرآن
وفي خلافة عثمان بن عفان كان الإسلام يستقبل كل يوم أناسا جددا عليه، فأصبح جليا ما يمكن أن يفضي إليه تعدد المصاحف من خطر حين بدأت الألسنة تختلف على القرآن حتى بين الصحابة الأقدمين الأولين، فقرر عثمان والصحابة وعلى رأسهم حذيفة بن اليمان ضرورة توحيد المصحف، فقال عثمان: « مَنْ أكتب الناس؟ ». قالوا: « كاتب رسول الله زيد بن ثابت ». قال: « فأي الناس أعربُ؟ ». قالوا: « سعيد بن العاص ». وكان سعيد بن العاص أشبه لهجة برسول الله، فقال عثمان: « فليُملِ سعيد وليكتب زيدٌ ».
واستنجدوا بزيد بن ثابت، فجمع زيد أصحابه وأعوانه وجاءوا بالمصاحف من بيت حفصة بنت عمر وباشروا مهمتهم الجليلة، وكانوا دوما يجعلون كلمة زيد هي الحجة والفيصل.

## الجهاد
خرج مع قوم من الأنصار إلى غزوة بدر، لكن رسول الله رده لصغر سنه وجسمه، وفي غزوة أحد ذهب مع جماعة من أترابه إلى الرسول محمد يرجون أن يضمهم للمجاهدين وأهلهم كانوا يرجون أكثر منهم، ونظر إليهم الرسول شاكرا وكأنه يريد الاعتذار، ولكن رافع بن خديج وهو أحدهم تقدم إلى الرسول وهو يحمل حربة ويستعرض بها قائلا: «إني كما ترى، أجيد الرمي فأذن لي» فأذن له، وتقدم سمرة بن جندب وقال بعض أهله للرسول: «إن سمرة يصرع رافعا». فحياه الرسول وأذن له.
وبقي ستة من الأشبال منهم زيد بن ثابت وعبد الله بن عمر، وبذلوا جهدهم بالرجاء والدمع واستعراض العضلات، لكن أعمارهم صغيرة، وأجسامهم غضة، فوعدهم الرسول بالغزوة المقبلة، وهكذا بدأ زيد مع إخوانه دوره، كما هو مسمى في الإسلام، كمقاتل في سبيل الله بدءا من غزوة الخندق، سنة خمس من الهجرة.
وشهد أيضاً غزوة تبوك مع الرسول.

## يوم السقيفة
بعد وفاة الرسول اجتمع الناس في سقيفة بني ساعدة، اجتمع المهاجرون والأنصار لاختيار خليفة منهما، فقد قال الأنصار للمهاجرين رجل منا ورجل منكم، ولكن زيد بن ثابت كاتب الوحي قال رأياً سديداً جعل الناس جميعاً ترضى بحكمه، قال:((إن رسول الله كان من المهاجرين ونحن أنصاره، وإني أرى أن يكون الإمام من المهاجرين ونحن نكون أيضا أنصاره)).

## وفاته
توفي زيد بن ثابت سنة 45 هـ في عهد معاوية.
وعند موته قال بن عباس: لقد دفن اليوم علم كثير. وقال أبو هريرة: مات حبر الأمة! ولعل الله أن يجعل في ابن عباس منه خلفا. وقال سالم: كنا مع ابن عمر يوم مات زيد فقال: مات عالم الناس اليوم.[بحاجة لمصدر]

## وصلات خارجية
- زيد بن ثابت، موقع قصة الإسلام